# Wild Bill Elliott
Wild Bill Elliott, nato Gordon Nance (Pattonsburg, 16 ottobre 1904 – Las Vegas, 26 novembre 1965), è stato un attore statunitense.
Negli anni '40 ha interpretato una serie di film western sul personaggio dei fumetti Red Ryder.

## Filmografia parziale
- La vita privata di Elena di Troia (The Private Life of Helen of Troy), regia di Alexander Korda (1927)
- The Final Edition, regia di Howard Higgin (1932)
- Boots and Saddles, regia di Joseph Kane (1937)
- In Early Arizona, regia di Joseph Levering (1938)
- Frontiers of '49, regia di Joseph Levering (1939)
- Taming of the West (The Taming of the West), regia di Norman Deming (1939)
- The Man from Tumbleweeds, regia di Joseph H. Lewis (1940)
- The Return of Wild Bill, regia di Joseph H. Lewis (1940)
- Vengeance of the West, regia di Lambert Hillyer (1942)
- The Valley of Vanishing Men, regia di Spencer Gordon Bennet (1942)
- Calling Wild Bill Elliott, regia di Spencer Gordon Bennet (1943)
- Wagon Tracks West, regia di Howard Bretherton (1943)
- The San Antonio Kid, regia di Howard Bretherton (1944)
- Sheriff of Las Vegas, regia di Lesley Selander (1944)
- Lone Texas Ranger, regia di Spencer Gordon Bennet (1945)
- 5.000 dollari per El Gringo (Waco), regia di Lewis D. Collins (1952)
- Chain of Evidence, regia di Paul Landres (1957)